# موکاری

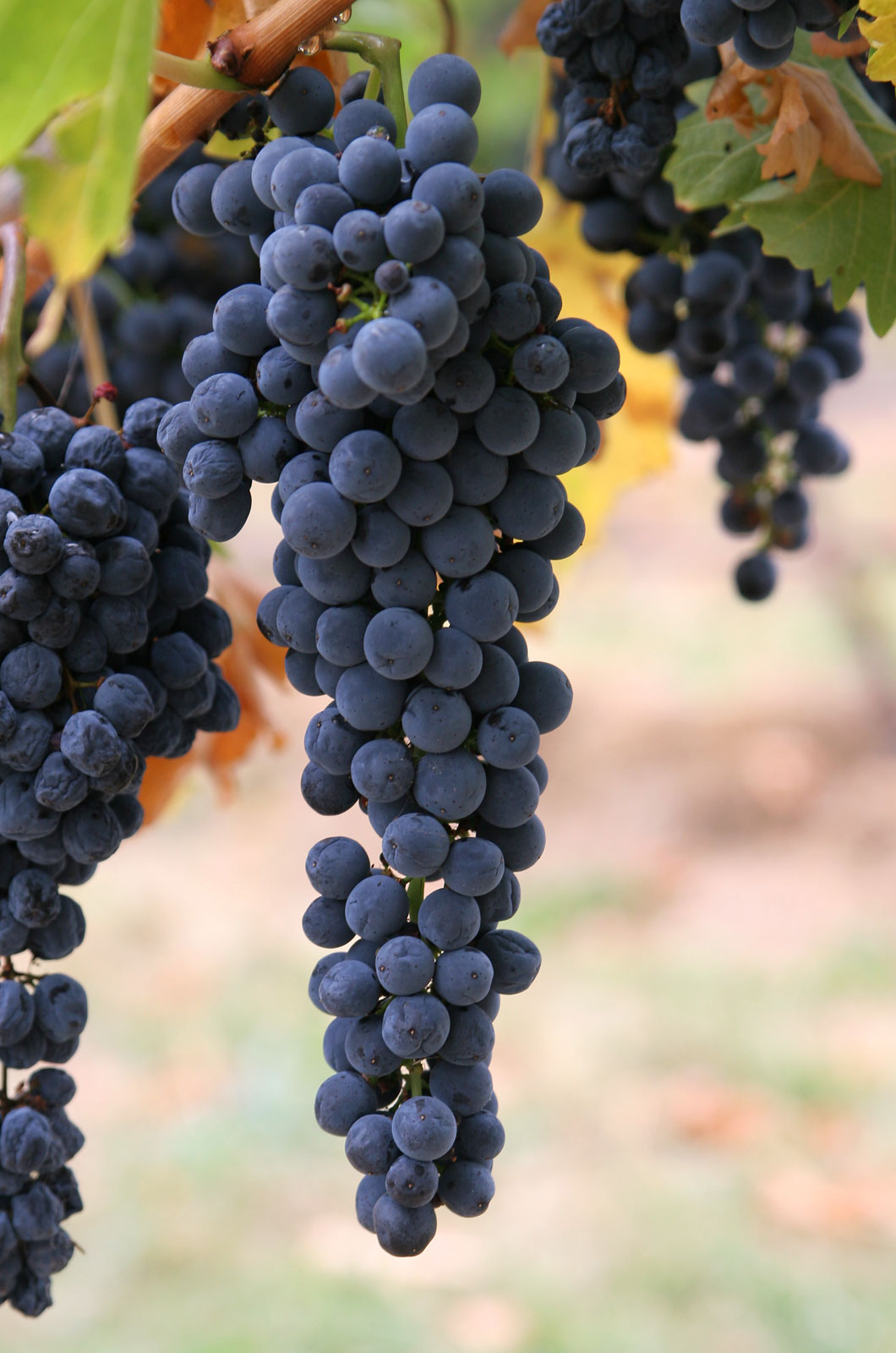
انگور شراب

موکاری (به انگلیسی: Viticulture) علم، تولید و مطالعهٔ انگور است. زمانی که انگور برای شراب‌سازی مورد استفاده قرار می‌گیرد به این کار شراب‌سازی هم گفته می‌شود که شاخه‌ای از باغبانی علمی است.
در حالی‌که قلمرو بومی انگور ریش بابا، رایج‌ترین انگور شراب‌سازی از اروپای غربی تا سواحل دریای خزر متغیر است، تاک سطح بالایی از سازگاری را نشان داده‌است و گاهی‌اوقات پس از کاشت در یک محیط جدید برای تطبیق با محیط دچار جهش می‌شود. به همین دلیل موکاری در تمام قاره‌ها به جز قارهٔ جنوبگان یافت می‌شود.
وظایف موکاران شامل نظارت و کنترل آفات و بیماری‌ها، کود دادن، آبیاری، مدیریت سایبان، نظارت بر رشد میوه و ویژگی‌های آن، تصمیم در مورد زمان برداشت و هرس درخت مو در طول ماه‌های زمستان است. موکاران اغلب با شراب‌سازان ارتباط نزدیکی دارند، به دلیل این که شراب‌سازان می‌توانند در مورد ادارهٔ تاکستان و ویژگی‌های محصول به عمل آمده سفارش بدهند. اکنون انواع زیادی از انگورها به عنوان انگور مناسب برای شراب‌سازی به خاطر ویژگی‌هایی که در برابر بیماری دارنددر اتحادیه اروپا مورد تأیید قرار گرفته‌اند.

## برای مطالعهٔ بیشتر
- Francesco Emanuelli, Silvia Lorenzi, Lukasz Grzeskowiak, Valentina Catalano, Marco Stefanini, Michela Troggio, Sean Myles, José M. Martinez-Zapater, Eva Zyprian, Flavia M. Moreira, and M. Stella Grando (2013). "Genetic diversity and population structure assessed by SSR and SNP markers in a large germplasm collection of grape". BMC Plant Biology. BioMed Central Ltd. 13: 39. doi:10.1186/1471-2229-13-39.{{cite journal}}:  نگهداری یادکرد:نام‌های متعدد:فهرست نویسندگان (link)
- Echikson, Tom. Noble Rot. NY: Norton, 2004.
- McCoy, Elin. The Emperor of Wine. NY: HarperCollins, 2005.
- Abu-Hamdeh, N.H. 2003. Compaction and subsoiling effects on corn growth and soil bulk density. Soil Society of America Journal. 67:1213-1219.
- Conradie, W.J. , J.L.Van Zyl, P.A. Myburgh. 1996. Effect of soil preparation depth on nutrient leaching and nutrient uptake by young Vitis vinifera L.cv Pinot noir. South African Journal of Enol. Vitic. 17:43-52.
- Dami, I.E. , B. Bordelon, D.C. Ferree, M. Brown, M.A. Ellis, R.N. William, and D. Doohan. 2005. Midwest Grape Production Guide. The Ohio State Univ. Coop. Extension. Service. Bulletin. 919-5.
- Kurtural, S.K. 2007. Desired Soil Properties for Vineyard Site Selection. University of Kentucky Cooperative Extension Service. HortFact – 31- 01.
- Kurtural, S.K. 2007. Vineyard Design. University of Kentucky Cooperative Extension Service. HortFact – 3103.
- Kurtural, S.K. 2007. Vineyard Site Selection. University of Kentucky Cooperative Extension Service. HortFact – 31-02.
- Phin, John. 1862 (still in print). Open Air Grape Culture: A Practical Treatise On the Garden and Vineyard Culture of the Vine, and the Manufacture of Domestic Wine Designed For the Use of Amateurs and Others.
- Schonbeck, M.W. 1998. Cover Cropping and Green Manuring on Small Farms in New England and New York. Research Report #10, New Alchemy Institute, 237 Hatchville Rd. Falmouth, MA 02536.
- Tesic, Dejan, M. Keller, R.J. Hutton. 2007. Influence of Vineyard Floor Management Practices on Grapevine Vegetative Growth, Yield, and Fruit Composition. American Journal of Enol. Vitic. 58:1:1-11.
- Zabadal, J.T. Anderson, J.A. Vineyard Establishment I – Preplant Decisions. MSU Extension Fruit Bulletins – 26449701. 1999.
- Tesic, Dejan, M. Keller, R.J. Hutton. Influence of Vineyard Floor Management Practices on Grapevine Vegetative Growth, Yield, and Fruit Composition. American Journal of Enol. Vitic. 58:1:1-11. 2007.